# 石郷岡葉純
石郷岡 葉純（いしごうおか はすみ、1996年6月17日 - ）は、日本のカーリング選手。中部電力カーリング部所属。中部電力パワーグリッド長野営業所勤務。

## 経歴
青森県青森市出身。青森市立堤小学校3年時に参加したカーリング体験会において、ゲストとして招かれたチーム青森に所属していた小笠原歩と出会い感激を受け、中学進学後から本格的に競技に取り組んだ。
青森県立青森高等学校2年の冬、当時日本選手権で4連覇していた中部電力から誘いを受け、入社・入部を決めた。

## 人物・プレースタイル
- 特技はたくさん食べること、書道、英会話[3]。
- 好きな言葉は「人間万事塞翁が馬」。好きな食べ物はロコモコ[3]。スタミナ源たれをこよなく愛する。
- ストロングポイントは、高い集中力と柔軟なカーリング脳[2]。本人はカム・アラウンドやスイープも注目して欲しいプレーとして挙げている[4]。

## 成績

### クラブチーム
- 中部カーリング選手権（優勝／2017年、準優勝／2016年、優勝／2019年）
- 日本カーリング選手権（優勝／2017年、3位／2018年、優勝／2019年[5]、準優勝／2020年、3位／2021年、準優勝／2022年、3位／2023年、3位／2024年）
- 世界女子カーリング選手権（4位／2019年[6]）

## チーム

### 4人制女子
| シーズン | スキップ     | サード       | セカンド     | リード     | リザーブ   | 主な大会           |
| -------- | ------------ | ------------ | ------------ | ---------- | ---------- | ------------------ |
| 2010–11  | 田中美咲 (s) | 田中優惟     | 石郷岡葉純   | 兼田モモ   |            | [ 7 ]              |
| 2011–12  | 田中美咲 (s) | 田中優惟     | 石郷岡葉純   | 兼田モモ   | 戸沼美樹   | [ 8 ]              |
| 2012–13  | 田中美咲 (s) | 田中優惟     | 石郷岡葉純   | 兼田モモ   | 戸沼美樹   | [ 9 ]              |
| 2013–14  | 田中美咲 (s) | 田中優惟     | 工藤楓       | 石郷岡葉純 |            | [ 10 ]             |
| 2014–15  | 藤澤五月 (s) | 清水絵美     | 松村千秋     | 北澤育恵   | 石郷岡葉純 | JCC 2015           |
| 2015–16  | 清水絵美     | 松村千秋 (s) | 石郷岡葉純   | 北澤育恵   |            | KICC 2015          |
| 2016–17  | 松村千秋 (s) | 清水絵美     | 北澤育恵     | 石郷岡葉純 | 中嶋星奈   | JCC 2017           |
| 2017–18  | 松村千秋 (s) | 北澤育恵     | 中嶋星奈     | 石郷岡葉純 | 清水絵美   | JCC 2018           |
| 2018–19  | 北澤育恵     | 松村千秋     | 中嶋星奈 (s) | 石郷岡葉純 | 清水絵美   | JCC 2019,WWCC 2019 |
| 2019–20  | 北澤育恵     | 松村千秋     | 中嶋星奈 (s) | 石郷岡葉純 | 清水絵美   | PACC 2019          |
| 2020–21  | 北澤育恵     | 松村千秋     | 中嶋星奈 (s) | 石郷岡葉純 | 鈴木みのり | JCC 2021           |
| 2021–22  | 北澤育恵 (s) | 中嶋星奈     | 鈴木みのり   | 石郷岡葉純 | 松村千秋   | JCC 2022           |
| 2022–23  | 北澤育恵 (s) | 中嶋星奈     | 鈴木みのり   | 石郷岡葉純 | 松村千秋   | JCC 2023           |
| 2023–24  | 北澤育恵 (s) | 中嶋星奈     | 江並杏実     | 鈴木みのり | 石郷岡葉純 | JCC 2024           |
| 2024–25  | 北澤育恵 (s) | 中嶋星奈     | 江並杏実     | 鈴木みのり | 石郷岡葉純 | JCC 2025           |

(s)…スキップ